# Imma på glas
Imma på glas är ett album av Irma Schultz, släppt 28 mars 2003.

## Låtlista
1. Vad jag borde
2. Stereo
3. Djupt under snön
4. Imma på glas
5. Sju år på en dag
6. Druvor
7. Den här tiden av året
8. Svekfull måne
9. Något jag bara drömt
10. Allting som du gav
11. Gör någonting vackert
12. Farväl